# Percy tårar
Percy tårar är en TV-serie i sex delar med manus och medverkan av Killinggänget. Regisserad av Walter Söderlund och producerad av Magdalena Jangard. TV-serien hade premiär på SVT1 den 11 september 1996. Titeln Percy tårar är en drift med Petri tårar.
Percy Nilegård (Johan Rheborg) har gått till en psykolog och nu avslöjar han hur han tog över en annan människas liv. Samtidigt samlar Kapten Klänning (Robert Gustafsson) ett gäng astronauter som ska tävla om vem som ska bli den första svensken på månen. Inspirationen till Percy tårar kom från Christer Fuglesang, vars namn också lånas rakt av av Schyfferts karaktär.
Bland övriga karaktärer i denna serie finns bland annat Tommy Bohlin (Inde), en återkommande karaktär som tidigare porträtterats i I manegen med Glenn Killing, Allan i Dalen (Gustafsson), Kaminmannen (Rheborg) och Doktor Laban (Schyffert). 
Genomgående tema i handlingen är hur Percy bekänner sina usla handlingar för Doktor Laban, vilken själv synes obalanserad då han fritt bjuder Percy på droger och mest vill komma hem till sin fru som ligger i sängen och väntar på honom om man får tro telefonsamtalen. Parallellt med rollen som Doktor Laban gör Schyffert även rollen som Christer Fuglesang, den astronaut som hela tiden går på minor i sina försök att komma ut i rymden.

## Avsnitt

### Avsnitt 1, "Jeffrey Lee Percy"
Det första avsnittet inleds med bilder på Apollo 11 och månlandningen, och fortsätter medan Christer Fuglesang, spelad av Henrik Schyffert, läser brevet han skriver till sin fru Elsa.
- Astronauterna ("euronauter", som Kapten Klänning kallar dem) har just anlänt till Stjärnstaden och får hämta ut väskor med diverse utrustning.
- Percy påbörjar samtalen med sin psykolog Doktor Laban och börjar berätta om händelsen vid Fuglesangs bryggeris personalfest.
- Percy och Tommy anländer till festen där Percy uppträder utklädd till Döden.
- Kapten Klänning håller en presskonferens i Stjärnstaden där han berättar om rymdprojektet Quintus Gul, som astronauterna hoppas få medverka i.
- Expressen Fredags morgonmöte, kl. 14.35. Idéer diskuteras, däribland antipasto och pasta och Ardis.
- Hardy Nilsson berättar om sitt fanzine Common People, och visar upp viktiga platser på Söder. Hardy besöker musikaffären Pet Sounds, där han övertalar den legendariske Peter Ejheden (spelad av Schyffert) i kassan att sälja hans fanzine ("retro på Mindscape och andra sköna grejer"), och frågar även efter ett Seefeel-album som visar sig bara finnas som CD, och inte vinyl.
- Bandet Pulp (spelat av Killinggänget) framför låten Common People.
- Tillbaka på personalfesten läser Percy upp texten till Danzigs låt Twist of Cain, och hugger sedan en man i buken med en lie.
- Micke(Jan Banan)(Boss Hog heter delen av avsnittet) dricker vodka och berättar historier om blåvalar och folköl.
- Mannen som Percy högg ner bärs bort på bår och Percy lämnar festen.
- Christer fortsätter skriva på sitt brev och berättar om sin bror Janne.
- Jan Fuglesang, bryggeriets nya VD, håller tal. Percy och Tommy är på plats, och Percy övertalar Janne att gå med i hans managementkurs.
- En gästföreläsare från Systembolaget håller en föreläsning om omdöme på Stjärnstaden. Han visar bilder på bandet Kent och ber astronauterna att gissa deras ålder.
- Det grekiska basketlaget Akropolis spelar en match mot klass 3B från Bredäng i kampen om lågstadiebucklan, där tränaren i motståndarlaget är väldigt engagerad.
- Percy berättar för Laban att han vill att de skriver hans memoarer tillsammans.
- Kapten Klänning tränar sin tyska och astronauterna får fysisk träning ("pleasure through pain"). Tyskarna kommer och hälsas välkomna av kaptenen. Christer åker hiss med den märkliga hissföraren.

### Avsnitt 2, "Klänning Me Softly"
- Två män som jobbar på Stjärnstaden går bland annat genom listan på de anlända tyskarna medan de spottar på varandra.
- Astronauterna tränar i gymmet och Christer börjar komponera ett nytt brev till sin fru. Han frågar sedan Kapten Klänning om skillnaden mellan rymden och världsrymden. Kaptenen misstänker att Christer är rymdspion.
- Percy berättar om sina mardrömmar för Doktor Laban, som sätter en äggklocka medan Percy börjar berätta om hotellet.
- Percy går förbi receptionen på hotellet, där personalen påpekar att de börjar bli oroliga för att han inte ska betala sin långa räkning. Janne kommer, och Percy går iväg med honom. Tommy börjar prata med Anna i receptionen.
- Percy äter en stor frukost medan Janne får byta om och simma 3000 meter i bassängen.
- Christer hängs upp i en vajer och Kapten Klänning skjuter sadistiskt pingisbollar på honom för att simulera ett meteoritfält.
- Janne är ute i skogen och orienterar.
- Reklam för skivan Absolut Kroumata 9.
- Janne springer i mål efter att ha varit ute i över tre timmar, och får reda på av Percy att det inte fanns några kontroller utsatta. Percy kör iväg med Jannes bil (en Porsche) till estlandsfärjan och säljer bilen till två estländare för 150 000 kronor. Den ena av dem säger gång på gång "mekluba".
- Två manliga medlemmar av en orden diskuterar den enes chans att få en roll i den andres fars, men tvekar när den andra i gengäld kräver att få ha analsex med hans 16-åriga lillasyster. Men till sist går han med på det när han blir erbjuden huvudrollen tillsammans med Adde Malmberg.
- Ett nyhetsprogram rapporterar om de oljeskadade ironikerna utanför Göteborg, där Erik Haag är bland de oljeskadade och där det antyds till resten av de medverkande i radioprogrammet Hassan. Sedan presenteras Veddret följt av Sportspegeln med Sudden, en återkommande karaktär från Nile City 105,6.
- Christer och Kapten Klänning äter lunch och diskuterar gravitation med hjälp av järpar. Kaptenen försäger sig om att han skulle komma från rymden.
- Percy och Janne sitter på hotellet och Janne ger Percy fullmakt över bryggeriet. Loa Falkman anländer, och Percy tränger sig på.
- Tillbaka hos psykologen ringer äggklockan och Doktor Laban går hem.
- Janne sover över i Percys skåpbil, tillsammans med Tommy som berättar om sin mjölkallergi. Samtidigt sitter Percy ensam i sitt hotellrum och kollar på tysk porrfilm.

### Avsnitt 3, "Tommy Bohlin inte här längre"
Avsnittet inleds med att en saxförsäljare i ett hotellrum försöker sälja sina varor till tre frisörer.
- Astronauterna ska utföra diverse tester för att avgöra vilka som får åka med på resan. De börjar med en sensitivitetsträning där de får kolla på diabilder medan de lyssnar på Seasons in the Sun av Terry Jacks. Målet är att inte börja gråta, när bilderna på bland andra noshörningen Nelson, Kurt Cobain och Tage Danielsson visas. Den enda som börjar gråta är Kapten Klänning själv.
- Percy berättar för Doktor Laban om historien med hotellchefen Lasse.
- Percy försöker få Loa Falkman att uppträda med honom på scenen, men det lyckas inte. Istället får han upp Lasse på scenen och hittar på en historia om att hotellchefen har syfilis.
- Hotellchefen kräver att Percy försvinner från hotellet, men Janne ställer sig på Percys sida. Loa lämnar hotellet efter att ha blivit förnedrad och senare haft besök av två "psykopat-frisörer".
- Expressen Fredags morgonmöte kl. 14.45. De lyssnar bland annat på "CP-rock".
- Indiebandet Brown uppträder och intervjuas sedan av Hardy Nilsson.
- Tillbaka på Stjärnstaden hålls slutprovet som innebär att astronauterna ska docka varandra med permobiler. Christers partner lyckas istället trassla in sig i gardinerna, men Klänning blir ändå besviken på Christer.
- Percy och Janne åker med Tommy i skåpbilen, då Tommy plötsligt stannar och börjar prata om Metallica som "vurpade med bussen" på platsen. Janne tar över och kör vidare.
- Inslag om Ove Pil, en gothskådare.
- Kapten Klänning avslöjar vilka som har valts ut till rymdresan. Alla får åka utom Christer, som sen i ett brev till sin Elsa berättar att han testat LSD.
- Percy och Janne anländer till bryggeriet och jävlas med personalen.
- Expressen Fredag-gänget mobbar Caesar för hans åsikter, som leder till att Caesar sticker.
- Christer berättar för Elsa att han har hoppat av rymdprogrammet och bygger istället en "eight-legged groove machine".
- Tommy kommer andfådd fram till bryggeriet. Percy avskedar sekreteraren Marie baserat på påhittade anklagelser. När han möter Tommy ger han även honom sparken.
- Allan i Dalen presenterar sig och berättar om de olika filmerna om Tommy Bolin.
- Christian Falk läser ett brev han har fått från Christer, och undrar vem fan det är.
- Sverker Olofsson (spelad av Rheborg) möter saxförsäljaren och klagar på saxarnas kvalitet. Han stoppar sedan familjen Andersson och kastar deras barn i sin soptunna.

### Avsnitt 4, "Tjindar's List"
Avsnittet inleds med att kapten Klänning åker taxi till en Q8-mack där han tar ett tårdrypande farväl av vad som tycks vara hans flickvän (en bensinpump) och deras barn (en rad bensindunkar).
- Scenen där Tommy sparkas av Percy återupprepas och kommenteras av Allan i dalen som spolar tillbaka berättelsen till början.
- Tommy, i en tillbakablick i seriens början, drömmer om receptionisten Anna (Vanna Rosenberg).
- "Kaminmannen" och hans familj har just flyttat in och tar emot den nya kaminen som han med glädje får igång.
- Scenen där Percy snackar in sig hos Janne återupprepas och Tommy försöker därefter göra detsamma med Anna, utan framgång.
- Doktor Laban bjuder Percy på kokain och förklarar att den enda sanna glädjen i livet är kemisk glädje.
- Tommy försöker ge Anna sitt telefonnummer.
- Allan i dalen besöker Söder och träffar studiomusikern Backa-Olle och Ernst Brunner.
- Backa-Olle besöker musikaffär och snackar teknik med expediten varefter han går i ide tillsammans med andra studiomusiker för säsongen.
- Kaminmannen går upp mitt i natten för att elda och står naken framför brasan och njuter.
- Oasis "Wonderwall" framförs av två händer med påklistrade tjocka ögonbryn.
- Tommy blir serverad av Anna och gör därefter ett mycket misslyckat försök att rädda Anna från en ligist, vilken egentligen är Janne som är ute och orienterar. En lätt berusad Allan i dalen kommenterar förloppet.
- Kaminmannen, som somnat framför sin kamin, vinkar av sin fru då hon går till jobbet och eldar sen upp galgar och böcker. Han börjar sen bryta loss inredning till brasan och hans chef Stieg Helmer från Riket, ringer och undrar varför han inte är på jobbet.
- De två diskarna med downs syndrom från "Riket" undrar varför Kaminmannen är sjuk.
- Kaminmannen tar hjälp av sina barn med att bryta upp parkett till elden.
- Allan i dalen ser till att Tommy hamnar på krogen Pelikan på Söder så han får vara lite lycklig ändå.
- Redaktionsmedlemmarna på Expressen Fredag trakasserar Caesar som föreslagit ett reportage om Triphop. Därefter hånar de honom för att han är över 30 och får honom gråta varefter de tar roliga bilder på honom och rankar vem som är mest "av" på redaktionen.
- Doktor Laban förklarar för Percy att "man vill ju bara knarka" och bjuder honom på LSD.
- Kapten Klänning diskuterar rymden med en taxichaufför, som driver med honom.
- Kaminmannen Åke visar runt oroade gäster i det hem som han till hälften eldat upp.
- Percy och Doktor Laban diskuterar husmanskost varefter Laban friskförklarar honom.
- Kapten Klänning ställs av i skogen där han möter sin indiske astronaut varefter de båda far iväg i ett rymdskepp inför ögonen på den förvånade taxichauffören.

### Avsnitt 5, "Live At Leeds"
Avsnittet inleds med att en radhusnazist diskuterar med sin granne och bjuder in honom och hans familj på grannfest. Man kommenterar även nazimimarna som står på gatan utanför.
- Doktor Laban skriver ut diplom där Percy friskförklaras och skickas ut i livet för att skaffa vänner.
- Percy går ut på gatorna och är påträngande trevlig, vilket inte går så bra.
- Simborgarmärketmannen kommer till en simhall för att ta märket med hjälp av en badmästare som tycks ha dåligt korttidsminne.
- Medan simborgarmärketmannen simmar är Micke och hans filmande kompis uppe på högsta trampolinen och Micke får även tillsägelse för att han röker i simhallen.
- Percy försöker få hämta ut en kvinnas barn från ett daghem och erbjuder henne till och med betalt. Han går därefter på bio och försöker dela ut godis till de andra i salongen.
- Kaminmannens gäster ser till att snabbt komma ifrån hans bjudning men upptäcker att han även hunnit elda upp en del av deras ytterkläder. Samtidigt anländer hans förfärade fru och möter gästerna på väg ut.
- Konståkning övergår till ett reportage om Limhamn utanför Malmö som Sveriges svar på stadsdelen Compton i Los Angeles.
- Percy, som misslyckats med sina försök att vara trevlig, ringer åter Doktor Laban och ber om ny behandling.
- Kaminmannen bränner sin fru med strykjärn för att illustrera skillnaden mellan riktig värme och elektrisk värme. Hon tar barnen och åker varefter han lugnt fortsätter elda upp så mycket han kan av huset.
- Radhusnazisten förklarar lite om nazismen för sina grannar på en trevlig grillfest.
- Doktor Laban utsätter Percy för en gynekologisk behandling och får med några väl valda grepp honom att bekänna de många brottsliga handlingar han utsatt Janne Fuglesang och dennes bryggeri för. Bland annat har han rivit det K-märkta bryggeriet och flyttat det till Estland.
- Simborgarmärketmannen betalar och går varefter han försöker köpa bilar med cineaster som ingår i varje modell.
- Ett reportage om Kungsbacka utanför Göteborg som Sveriges Long Beach.
- En journalist diskuterar med en expert om var Sveriges Compton egentligen ligger. Även Pajala vill vara Sveriges svar på Los Angeles.

### Avsnitt 6, "Nilegaard andra sommaren"
Avsnittet inleds med en trailer serien "Romeo och Raul Julia".
- Percy hallucinerar och framför The Prodigys "Firestarter" ("Percystarter") medan han tänker tillbaka på hur han lyckades driva Janne Fuglesang till självmord efter att ha rivit dennes bryggeri. I ännu en mardrömssekvens hamnar han i en cell tillsammans med den gamle est som han sålde Jannes bil till.
- Micke och hans filmande kompis nekas inträde på krogen då de är fulla.
- Kaminmannen har eldat upp hela sitt hus men känner sedan att behovet av att elda är över. För sin nya fru berättar han senare om det hela och hur han nu är botad.
- Micke och hans kompis får äntligen komma in på krogen men kompisen hamnar i slagsmål med en kille i baren.
- Trailer av "Romeo och Raul Julia".
- Mickes filmande kompis rullas in på sjukhus medan Micke ger uppmuntrande kommentarer som "Snart sprättar de upp buken på dig".
- Percy berättar för Doktor Laban om hur han mest varit lycklig då han varit elak. Därefter förnedrar han doktorn och röjer på dennes kontor innan han går. Doktor Laban rullar upp en skjortärm och plockar fram en spruta heroin.
- Percy, åter sitt gamla jag, går ut på gatorna och är otrevlig mot folk. Därefter tömmer han Janne Fuglesangs konto på alla tillgångar och lämnar banken med en enorm summa pengar. I limousin far Percy till Arlanda medan han drömmer gott.
- Expressen Fredag-redaktionen går och handlar kläder på Polarn & Pyret.
- Inslag om "Fasaner på stan", där två män utklädda till fasaner stöter på ett berusat barn som visar sig vara Kaminmannens son, spelad av Sebastian Stakset.
- Kaminmannens nya fru vaknar mitt i natten och upptäcker att hennes man nu fått dille på att baka limpor istället.
- Trailer av "Romeo och Raul Julia".
- Percy tar flyget till Bremen och träffar Ulf Ekberg från Ace of Base. De ondgör sig därefter över usla flygpoängsvillkor.
- Allan i dalen sjunger om Söder och tar tittaren till Pelikan där det blir allsång.
- Allan besöker receptionisten Anna, som har sex med sin kille, och sparkar ut honom genom ett fönster och tar sedan över med att ha sex med henne.

## DVD
Serien gavs ut på DVD 2002.